# Жан Батист Клебер
Жан Батист Клебер (фр. Jean-Baptiste Kléber; Стразбур, 9. март 1753 — Каиро, 14. јун 1800) је био француски генерал, истакнути учесник Француских револуционарних ратова. 

## Биографија
Рођен је у Стразбуру где је његов отац радио као градитељ. Кратко је био припадник 1. хусарског пука (1769), али га је напустио како би се школовао. Студирао је архитектуру између 1770. и 1774. године. Учествовао је у Рату за баварско наслеђе. Узео је учешћа у Француским револуционарним ратовима. Истакао се у одбрани Мајнца (јул 1793), тако да је августа исте године унапређен у бригадног генерала. Допринео је гушењу Вандејског устанка. Истакао се храброшћу и вештином у бројним акцијама око Шарлроа, а посебно у бици код Флерија 1794. године након чега је узео учешћа и у опсади Мајнца (1794-1795). Након тога се повукао из јавног живота до 1798. године када је ступио у војску генерала Наполеона Бонапарте која је кренула у освајање Египта. Повређен је у главу приликом напада на Александрију те није учествовао у бици код Пирамида. Именован је француским гувернером Александрије. Учествовао је и у нападу на Сирију 1799. године. Код горе Тавор однео је значајну победу. Клебер је именован за команданта француских снага у Египту након повлачења Наполеона крајем 1799. године. Изборио се за право француске војске да слободно напусти Египат. Међутим, британски адмирал, Лорд Кит, одбио је да ратификује одредбе споразума те је Клебер нанео Турцима пораз код Хелиополиса. Након битке је угушио устанак у Каиру. Клебер је убијен у атентату курдског ученика Сулејмана ел Халабија. Избоден је ножем. Атентатор је убрзо ухваћен у погубљен. Атентат се догодио 14. јуна 1800. године, истог дана када је у бици код Маренга страдао његов пријатељ, Луј Дезе. Десна рука атентатора је спаљена, а његово погубљење извршено је на главном тргу у Каиру где је Сулејман умирао неколико сати. Сулејманова лобања послата је у Француску где су је проучавали студенти медицине. 